# Cap Fanning
Pour les articles homonymes, voir Fanning (homonymie).
Le cap Fanning est un cap qui forme le côté nord de l'entrée de Violante Inlet (en), sur la côte est de la Terre de Palmer en Antarctique.

## Histoire
Découvert par l'United States Antarctic Program lors d'un vol depuis la base le 30 décembre 1940, il est nommé par l'Advisory Committee on Antarctic Names en l'honneur du navigateur Edmund Fanning.